# Instrumentación y control de procesos

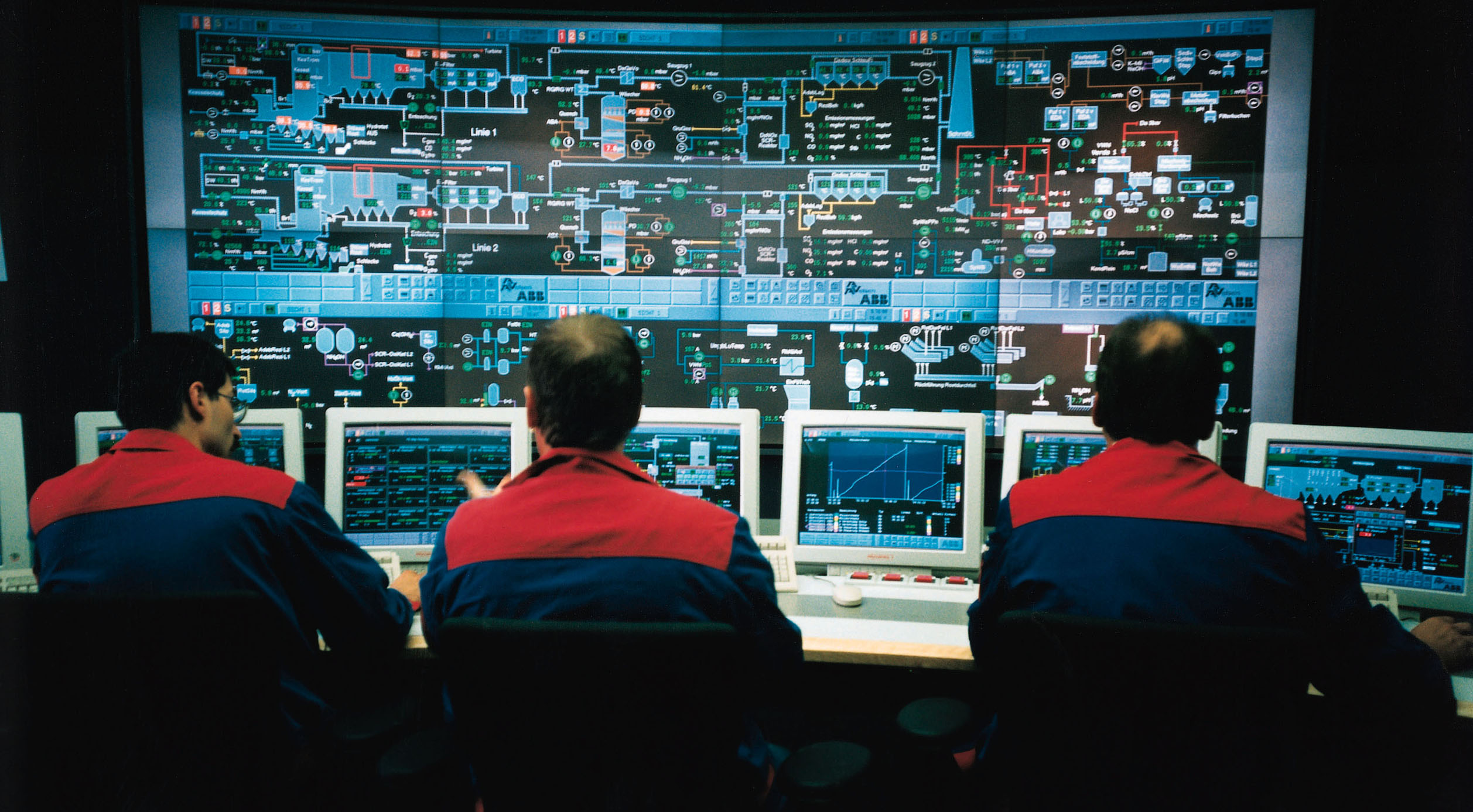
Un moderno centro de control de planta dónde la información de la planta y los controles son mostrados en pantallas de computadoras. Los operadores pueden ver y controlar cualquier parte del proceso desde sus pantallas mientras tienen una vista general de la planta.

La instrumentación y control de procesos es una especialidad de la ingeniería de Sistemas que combina, a su vez, distintas ramas, entre las que destacan: sistemas de control, automatización, electrónica e informática. Su principal aplicación y propósito es el análisis, diseño y automatización de procesos de manufactura de la mayor parte de las áreas industriales: petróleo y gas, generación de energía eléctrica, textil, alimentaria, automovilística etc.

## Aplicación en el área productiva
Derivado de que todo proceso de fabricación y manufactura requiere de un control, la ingeniería de instrumentación y control de procesos tiene una aplicación en el sector productivo en las siguientes áreas: diseño y mantenimiento.

### Diseño
Analizar e incorporar los componentes básicos de medición, así como lazos de control, en el proceso de desarrollo de la ingeniería de un proyecto para la fabricación, construcción y/o modificación de parámetros de plantas industriales.

El ingeniero de instrumentación y control de procesos participa en el desarrollo de las hojas de especificaciones técnicas de los instrumentos que integraran los lazos de control, así como la arquitectura de control, que se utilizará y revisión de los planos de tubería e instrumentación (D.T.I.), desarrollo de la lógica de control, que puede ser, del tipo electrónica, neumática o hidráulica.

### Mantenimiento
Mantenimiento los instrumentos de medición y control componentes de los lazos de control de los procesos.